# Sweetener World Tour
Sweetener World Tour —  четвертий концертний тур американської співачки, авторки пісень і акторки Аріани Ґранде на підтримку її четвертого і п’ятого студійних альбомів Sweetener (2018) і Thank U, Next (2019). Тур розпочався 18 березня 2019 року в Times Union Center в Олбані, штат Нью-Йорк, і завершився 22 грудня 2019 року в Інглвуді, штат Каліфорнія. Під час нього Аріана відвідала міста Північної Америки та Європи.
Тур мав комерційний і критичний успіх - він отримав позитивні відгуки від критиків і шанувальників, які хвалили сценічний дизайн і ефірний вокал Ґранде. Світове турне відвідало 1,3 мільйона людей і зібрало 146,6 мільйонів доларів із 97 концертів, перевершивши результат попереднього концертного туру співачки, Dangerous Woman Tour, як її найкасовіший тур на сьогоднішній день.  
Кілька концертів протягом туру були записані для концертного альбому Аріани під назвою K Bye for Now (SWT Live). Він був випущений 23 грудня 2019 року після останнього концерту туру в Інглвуді. Через рік після закінчення Sweetener World Tour Аріана спільно з Netflix випустила фільм «Excuse Me, I Love You» (укр. «Вибач, я люблю тебе»), до якого увійшли записи виступів з туру та відео, зняті за лаштунками шоу

## Фон
6 травня 2018 року Ґранде нарешті натякнула на тур через свій офіційний акаунт у Twitter, незабаром після оголошення назви свого майбутнього альбому на The Tonight Show Starring Jimmy Fallon.  Аріана розпочала рекламний концертний тур The Sweetener Sessions, 20 серпня 2018 року в Нью-Йорку. Він завершився 4 вересня 2018 року в Лондон.  Ґранде оголосив назву повного туру (Sweetener World Tour) 24 жовтня 2018 року, а дати його проведення —  днем пізніше. 
Перша частина туру включала 50 концертів по Північній Америці 18 березня 2019 року та завершилася 4 серпня 2019 року. Попередній продаж квитків на першу частину туру проходив з 1 по 3 листопада 2018 року. 10 грудня 2018 року, завдяки великому запиту, було додано кілька додаткових шоу в північноамериканських містах. Кілька концертів було скасовано та перенесено через те, що Ґранде виступила хедлайнером фестивалю Коачелла та через хворобу співачки. 
14 грудня 2018 року Ґранде оголосила європейські дати туру, що включали 30 концертів. Друга частина туру почалась та завершилась в Лондоні. Попередній продаж квитків відбувався з 19 по 21 грудня 2018 року для Великобританії та з 18 по 20 грудня 2018 року для всіх інших країн. 25 лютого 2019 року, завдяки великому попиту, було додано додаткові шоу в Гамбурзі та Дубліні.  5 березня 2019 року Аріана оголосила, що співачка Ella Mai виступатиме на розігріві під час європейського етапу туру. Виступи в Гамбурзі та Празі були перенесені, а у Кракові скасовані. 
20 червня 2019 року співачка повідомила про ще одну північноамериканську частину туру. Третій етап складався з 20 концертів у Сполучених Штатах. Попередній продаж квитків проходив з 26 по 30 червня 2019 року. 11 липня 2019 року через популярність і великий попит було додано додаткові шоу в Сан-Франциско та Інглвуді. 

## Критичний прийом
Тур отримав позитивні відгуки критиків. Бріттані Спанос з Rolling Stone позитивно оцінила вечір прем’єри в Олбані, заявивши, що «новий світовий тур Ґранде сповнений емоційної драми, знакових образів і незаперечних хітів». Спанос також прокоментувала зовнішній вигляд співачки, заявивши, що «все менше і менше молодих зірок сьогодні мають таку відмітну естетику, яку можуть масово відтворити шанувальники, але Ґранде присвятила роки вдосконаленню того, як вона представляє себе». Кріс Річардс з Washington Post позитивно відгукнувся про шоу Аріани у Вашингтоні, похваливши її вокал. 
Другий етап туру в Європі також отримав позитивні відгуки. Адам Уайт з The Telegraph дав шоу 5 із 5 зірок, заявивши, що воно було «вечором магії та меланхолії від найзахопливішої молодої зірки поп-музики». Ханна Мілреа з NME зазначила, що «постановка була досить стриманою й більш зосередженою на вражаючому вокалі». 

## Комерційні результати
Тур зібрав понад 146,4 мільйона доларів із 1,3 мільйона проданих квитків. Він перевершив попереднє турне Аріани, Dangerous Woman Tour, ставши її найкасовішим і найбільшим туром на сьогоднішній день. Через високий попит, було додано багато концертів в кожен етап. 

## Сет-лист
1. «Raindrops (An Angel Cried)»
2. «God Is a Woman»
3. «Bad Idea»
4. «Break Up with Your Girlfriend, I'm Bored»
5. «R.E.M.»
6. «Be Alright»
7. «Sweetener»
8. «Successful»
9. «Side to Side»
10. «Bloodline»
11. «7 Rings»
12. «Love Me Harder»
13. «Breathin'»
14. «Needy»
15. «Fake Smile»
16. «Make Up»
17. «Right There»
18. «You'll Never Know»
19. «Break Your Heart Right Back»
20. «NASA»
21. «Goodnight n Go»/«Tattooed heart»/«Honeymoon Avenue»/«Get Well soon»/«Only 1»
22. «Everytime»
23. «One Last Time»
24. «The Light Is Coming»
25. «Into You»
26. «Dangerous Woman»
27. «Break Free»
28. «No Tears Left to Cry»
29. «Thank U, Next»